# Polycentropus flavostictus
Polycentropus flavostictus är en nattsländeart som beskrevs av Hagen 1865. Polycentropus flavostictus ingår i släktet Polycentropus och familjen fångstnätnattsländor. Inga underarter finns listade i Catalogue of Life.